# Ньюман, Арнольд
Арно́льд Нью́ман (англ. Arnold Abner Newman, 3 марта 1918, Нью-Йорк, США — 6 июня 2006, там же) — американский фотограф, создатель особого жанра фотографии — портретной съёмки в естественной обстановке (англ. environmental portraiture). Считается одним из самых выдающихся и влиятельных фотографов XX века.

## Биография
Арнольд Ньюман родился в Нью-Йорке 3 марта 1918 года, позднее жил в Атлантик-Сити (Нью-Джерси) и Майами-Бич (Флорида). С 1936 года он изучал живопись в Университете Майами, однако в 1938 году был вынужден оставить учёбу из-за финансовых проблем в семье и по совету своего друга приступил к работе фотографа в Филадельфии. Он работал в портретной студии и в то время получал лишь 49 центов за снимок.
Работа в портретной студии послужила началом его успешной карьеры фотографа. С 1938 по 1942 год, Ньюман занялся фотографиями в социально-документальном стиле. Он предпочитал делать снимки в негритянских районах Филадельфии и Балтимора.
По словам Ньюмана, работа была непростой:
Делаешь фотографию, она им не нравится. Делаешь вторую. Она им тоже не нравится. Деньги возвращаешь обратно. Конвейер - слово самое подходящее для этой работы.
В 1941 году произошла его встреча с куратором Нью-Йоркского музея современного искусства Бьюмоном Ньюхоллом, автором книги «The History of Photography», который познакомил его с фотографом Альфредом Стиглицем. Стиглиц в то время готовился к выставке работ американских фотографов в Великобритании и предложил Арнольду Ньюману принять в ней участие, после чего имя фотографа обрело известность.
В конце 1945 года в художественном музее Филадельфии открылась выставка «Как выглядят художники» («Artists Look Like This»), имевшая большой успех. Через год Альфред Ньюман открыл собственную фотостудию в Нью-Йорке. Он также работал с Life, Time, Fortune, Harper’s Bazaar и другими известными журналами.
В 1999 году была открыта выставка его работ «Arnold Newman’s Gift: Sixty Years of Photography» в Международном центре фотографии в Нью-Йорке.
6 июня 2006 года Арнольд Ньюман скончался из-за остановки сердца. Похоронен на кладбище Уэстчестер-Хиллз в Гастингсе-на-Гудзоне (штат Нью-Йорк).

## Творчество
Арнольд Ньюман эксперименты с т. н. «портретом в естественной обстановке» начал проводить ещё в 1940-х, тем самым став значимым портретистом для литераторов, художников, артистов эстрады и других известных людей своего времени. В фотографиях он, обращая при этом внимание на окружающие детали, старался раскрыть личность человека. Каждая из его работ рассказывает свою собственную историю. Эта идея была заимствована им из живописи:
Я ведь воспитывался на живописи. Портрет должен быть цельной композицией, говорящей о предмете внимания, - не просто изображать вещи, принадлежащие персонажу, но собой что-нибудь говорить в творческом целом. И это для меня не являлось чем-то новым. Вспомните фламандские картины. В спокойной атмосфере своего кабинета человек. На бархате его стола разбросаны какие-то из принадлежащих ему вещей. Он считает золотые монеты. Что-то из вещей, имеющих прямое отношение к тому, чем он занимается, прикреплено на стене кабинета. В окне вы видите корабль, который, возможно, загружен золотом или еще чем другим, привезенным из Индии или Африки. Он пришел с деньгами для этого человека или с грузом, от продажи которого тот выручит деньги. Все говорило вам о том, кем мог быть данный человек.
Арнольд Ньюман фотографировал многих известных личностей и в каждой фотографии стремился подчеркнуть особенности их работы и творчества. Среди них наиболее известны фотографии художников Пабло Пикассо и Сальвадора Дали, композитора Игоря Стравинского и немецкого промышленника Альфрида Круппа.

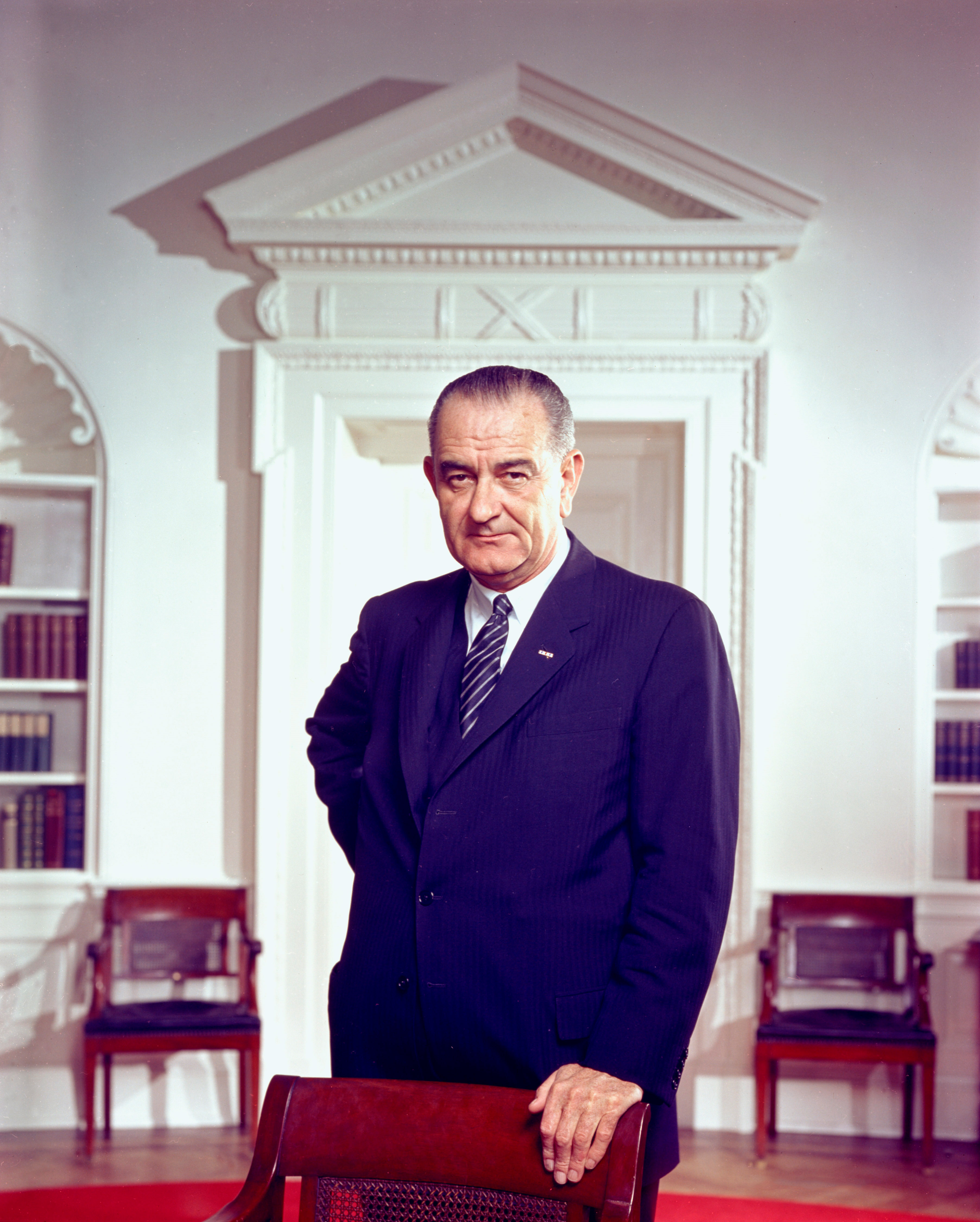
Фотография Президента США Линдона Джонсона в Овальном кабинете
А. Ньюман

## Известные фотоработы
- Игорь Стравинский, 1946
- Сальвадор Дали, 1951
- Пабло Пикассо, 1954
- Хелен Хэйс, 1959
- Мэрилин Монро, 1962
- Алфрид Крупп, 1963
- Леонард Бернстайн, 1968
- Жоан Миро, 1979